# تصفيات كأس العالم 2014 – آسيا المرحلة الثالثة
تقدم هذه الصفحة ملخصات مباريات المرحلة الآسيوية الثالثة من تصفيات كأس العالم لكرة القدم 2014.

## النظام
في هذه المرحلة انضمت المنتخبات الخمسة العشر الفائزة من المرحلة الثانية إلى الخمسة المصنفين من 1–5 في تصنيف الاتحاد الآسيوي لكأس العالم (اليابان، كوريا الجنوبية، أستراليا، كوريا الشمالية، البحرين). وقسمت هذه المنتخبات إلى خمس مجموعات من أربع فرق، في القرعة التمهيدية لكأس العالم بريو دي جانيرو، البرازيل يوم 30 يوليو 2011.
لعبت المباريات في الفترة ما بين 2 سبتمبر 2011 إلى 29 فبراير 2012. تأهل أفضل منتخبين من كل مجموعة إلى المرحلة الرابعة.

## التصنيف
في القرعة تم تقسيم 20 منتخباً إلى أربعة أوعية، يضم كل واحد خمس منتخبات. واستخدم تصنيف الفيفا – الصادر يوم 27 يوليو – لتصنيف المنتخبات.
| الوعاء 1                                                                     | الوعاء 2                                                              | الوعاء 3                                                                                  | الوعاء 4                                                                              |
| ---------------------------------------------------------------------------- | --------------------------------------------------------------------- | ----------------------------------------------------------------------------------------- | ------------------------------------------------------------------------------------- |
| اليابان (16) · أستراليا (23) · كوريا الجنوبية (28) · إيران (54) · الصين (73) | أوزبكستان (83) · قطر (90) · الأردن (91) · السعودية (92) · الكويت (95) | البحرين (100) · سوريا (104)* · عمان (107) · العراق (108) · الإمارات العربية المتحدة (109) | كوريا الشمالية (115) · تايلاند (119) · سنغافورة (131) · إندونيسيا (137) · لبنان (159) |

ملاحظة: تم استبدال سوريا بطاجيكستان في المرحلة الثالثة يوم 19 أغسطس 2011 في أعقاب منح نتيجتي مباراتي المرحلة الثانية لصالح طاجيكستان.

## المجموعات

### المجموعة أ
| فريق     | لعب | ف | ت | خ | له | عليه | ف.أ | نقاط |
| -------- | --- | - | - | - | -- | ---- | --- | ---- |
| العراق   | 6   | 5 | 0 | 1 | 14 | 4    | +10 | 15   |
| الأردن   | 6   | 4 | 0 | 2 | 11 | 7    | +4  | 12   |
| الصين    | 6   | 3 | 0 | 3 | 10 | 6    | +4  | 9    |
| سنغافورة | 6   | 0 | 0 | 6 | 2  | 20   | −18 | 0    |

|          | الصين | العراق | الأردن | سنغافورة |
| -------- | ----- | ------ | ------ | -------- |
| الصين    | —     | 0–1    | 3–1    | 2–1      |
| العراق   | 1–0   | —      | 0–2    | 7–1      |
| الأردن   | 2–1   | 1–3    | —      | 2–0      |
| سنغافورة | 0–4   | 0–2    | 0–3    | —        |

| الصين                           | 2–1   | سنغافورة   |
| ------------------------------- | ----- | ---------- |
| جنغ جي 69' (ركلة.) · يو هاي 73' | تقرير | جوريتش 33' |

| العراق | 0–2   | الأردن                            |
| ------ | ----- | --------------------------------- |
|        | تقرير | عبد الفتاح 43' · عبد الله ذيب 47' |

| سنغافورة | 0–2   | العراق                     |
| -------- | ----- | -------------------------- |
|          | تقرير | عبد الزهرة 50' · محمود 86' |

| الأردن                        | 2–1   | الصين          |
| ----------------------------- | ----- | -------------- |
| عبد الرحمن 49' · عامر ذيب 56' | تقرير | هاو جونمين 57' |

| سنغافورة | 0–3   | الأردن                                      |
| -------- | ----- | ------------------------------------------- |
|          | تقرير | عبد الله ذيب 11' · بني ياسين 54' · هايل 64' |

| الصين | 0–1   | العراق    |
| ----- | ----- | --------- |
|       | تقرير | محمود 45' |

| العراق      | 1–0   | الصين |
| ----------- | ----- | ----- |
| محمود 90+2' | تقرير |       |

| الأردن                  | 2–0   | سنغافورة |
| ----------------------- | ----- | -------- |
| هايل 15' · عامر ذيب 65' | تقرير |          |

| سنغافورة | 0–4   | الصين                                         |
| -------- | ----- | --------------------------------------------- |
|          | تقرير | يو هاي 41' · لي ويفينغ 56' · جنغ جنغ 73'، 81' |

| الأردن         | 1–3   | العراق                   |
| -------------- | ----- | ------------------------ |
| عبد الفتاح 17' | تقرير | أكرم 55'، 81' · منير 65' |

| الصين                              | 3–1   | الأردن   |
| ---------------------------------- | ----- | -------- |
| هاو جونمين 43'، 69' · يو داباو 88' | تقرير | فتحي 85' |

| العراق                                                                               | 7–1   | سنغافورة |
| ------------------------------------------------------------------------------------ | ----- | -------- |
| جاسم 5' · محمود 11'، 61'، 90+3' · ملا محمد 22' (ركلة.) · أكرم 36' (ركلة.) · كريم 48' | تقرير | عيسى 27' |

### المجموعة ب
| فريق                     | لعب | ف | ت | خ | له | عليه | ف.أ | نقاط |
| ------------------------ | --- | - | - | - | -- | ---- | --- | ---- |
| كوريا الجنوبية           | 6   | 4 | 1 | 1 | 14 | 4    | +10 | 13   |
| لبنان                    | 6   | 3 | 1 | 2 | 10 | 14   | −4  | 10   |
| الكويت                   | 6   | 2 | 2 | 2 | 8  | 9    | −1  | 8    |
| الإمارات العربية المتحدة | 6   | 1 | 0 | 5 | 9  | 14   | −5  | 3    |

|                          | الكويت | لبنان | كوريا الجنوبية | الإمارات العربية المتحدة |
| ------------------------ | ------ | ----- | -------------- | ------------------------ |
| الكويت                   | —      | 0–1   | 1–1            | 2–1                      |
| لبنان                    | 2–2    | —     | 2–1            | 3–1                      |
| كوريا الجنوبية           | 2–0    | 6–0   | —              | 2–1                      |
| الإمارات العربية المتحدة | 2–3    | 4–2   | 0–2            | —                        |

| كوريا الجنوبية                                                        | 6–0   | لبنان |
| --------------------------------------------------------------------- | ----- | ----- |
| بارك تشو-يونغ 8'، 45+1'، 67' · جي دونغ-وون 66'، 85' · كيم جونغ-وو 82' | تقرير |       |

| الإمارات العربية المتحدة | 2–3   | الكويت                    |
| ------------------------ | ----- | ------------------------- |
| الحمادي 84' · خليل 89'   | تقرير | ناصر 7'، 65' · المطوع 51' |

| لبنان                                   | 3–1   | الإمارات العربية المتحدة |
| --------------------------------------- | ----- | ------------------------ |
| غدار 37' (ركلة.) · مغربي 52' · عنتر 83' | تقرير | خميس 16'                 |

| الكويت   | 1–1   | كوريا الجنوبية   |
| -------- | ----- | ---------------- |
| فاضل 54' | تقرير | بارك تشو-يونغ 9' |

| كوريا الجنوبية                         | 2–1   | الإمارات العربية المتحدة |
| -------------------------------------- | ----- | ------------------------ |
| بارك تشو-يونغ 55' · الكمالي 64' (ه.ذ.) | تقرير | مطر 90+2'                |

| لبنان                  | 2–2   | الكويت                    |
| ---------------------- | ----- | ------------------------- |
| معتوق 15'، 86' (ركلة.) | تقرير | ندا 51' · يونس 89' (ه.ذ.) |

| الإمارات العربية المتحدة | 0–2   | كوريا الجنوبية                       |
| ------------------------ | ----- | ------------------------------------ |
|                          | تقرير | لي كيون-هو 88' · بارك تشو-يونغ 90+3' |

| الكويت | 0–1   | لبنان     |
| ------ | ----- | --------- |
|        | تقرير | العلي 57' |

| لبنان                            | 2–1   | كوريا الجنوبية          |
| -------------------------------- | ----- | ----------------------- |
| السعدي 4' · علي عطوي 32' (ركلة.) | تقرير | كو جا-تشيول 20' (ركلة.) |

| الكويت                       | 2–1   | الإمارات العربية المتحدة |
| ---------------------------- | ----- | ------------------------ |
| العنزي 50' · عباس 68' (ه.ذ.) | تقرير | مطر 19'                  |

| كوريا الجنوبية                   | 2–0   | الكويت |
| -------------------------------- | ----- | ------ |
| لي دونغ-غوك 65' · لي كيون-هو 71' | تقرير |        |

| الإمارات العربية المتحدة              | 4–2   | لبنان                   |
| ------------------------------------- | ----- | ----------------------- |
| سعيد 20'، 78' · الوهيبي 38' · مطر 69' | تقرير | العلي 23' · معتوق 45+2' |

### المجموعة ج
| فريق           | لعب | ف | ت | خ | له | عليه | ف.أ | نقاط |
| -------------- | --- | - | - | - | -- | ---- | --- | ---- |
| أوزبكستان      | 6   | 5 | 1 | 0 | 8  | 1    | +7  | 16   |
| اليابان        | 6   | 3 | 1 | 2 | 14 | 3    | +11 | 10   |
| كوريا الشمالية | 6   | 2 | 1 | 3 | 3  | 4    | −1  | 7    |
| طاجيكستان      | 6   | 0 | 1 | 5 | 1  | 18   | −17 | 1    |

|                | اليابان | كوريا الشمالية | طاجيكستان | أوزبكستان |
| -------------- | ------- | -------------- | --------- | --------- |
| اليابان        | —       | 1–0            | 8–0       | 0–1       |
| كوريا الشمالية | 1–0     | —              | 1–0       | 0–1       |
| طاجيكستان      | 0–4     | 1–1            | —         | 0–1       |
| أوزبكستان      | 1–1     | 1–0            | 3–0       | —         |

| اليابان      | 1–0   | كوريا الشمالية |
| ------------ | ----- | -------------- |
| يوشيدا 90+4' | تقرير |                |

| طاجيكستان | 0–1   | أوزبكستان   |
| --------- | ----- | ----------- |
|           | تقرير | شاتسكيخ 72' |

| كوريا الشمالية   | 1–0   | طاجيكستان |
| ---------------- | ----- | --------- |
| باك نام-تشول 14' | تقرير |           |

| أوزبكستان | 1–1   | اليابان      |
| --------- | ----- | ------------ |
| جباروف 8' | تقرير | أوكازاكي 65' |

| كوريا الشمالية | 0–1   | أوزبكستان  |
| -------------- | ----- | ---------- |
|                | تقرير | غينريخ 26' |

| اليابان                                                                            | 8–0   | طاجيكستان |
| ---------------------------------------------------------------------------------- | ----- | --------- |
| هافينار 11'، 47' · أوكازاكي 19'، 74' · كومانو 35' · كاغاوا 41'، 68' · ناكامورا 56' | تقرير |           |

| طاجيكستان | 0–4   | اليابان                                    |
| --------- | ----- | ------------------------------------------ |
|           | تقرير | كونو 36' · أوكازاكي 61'، 90+2' · مايدا 82' |

| أوزبكستان   | 1–0   | كوريا الشمالية |
| ----------- | ----- | -------------- |
| كابادزه 48' | تقرير |                |

| كوريا الشمالية   | 1–0   | اليابان |
| ---------------- | ----- | ------- |
| باك نام-تشول 50' | تقرير |         |

| أوزبكستان                              | 3–0   | طاجيكستان |
| -------------------------------------- | ----- | --------- |
| تورسونوف 35' · أحمدوف 60' · غينريخ 70' | تقرير |           |

| طاجيكستان     | 1–1   | كوريا الشمالية             |
| ------------- | ----- | -------------------------- |
| خمراكولوف 61' | تقرير | جانغ سونغ-هيوك 54' (ركلة.) |

| اليابان | 0–1   | أوزبكستان  |
| ------- | ----- | ---------- |
|         | تقرير | شادرين 53' |

### المجموعة د
| فريق     | لعب | ف | ت | خ | له | عليه | ف.أ | نقاط |
| -------- | --- | - | - | - | -- | ---- | --- | ---- |
| أستراليا | 6   | 5 | 0 | 1 | 13 | 5    | +8  | 15   |
| عمان     | 6   | 2 | 2 | 2 | 3  | 6    | −3  | 8    |
| السعودية | 6   | 1 | 3 | 2 | 6  | 7    | −1  | 6    |
| تايلاند  | 6   | 1 | 1 | 4 | 4  | 8    | −4  | 4    |

|          | أستراليا | سلطنة عمان | السعودية | تايلاند |
| -------- | -------- | ---------- | -------- | ------- |
| أستراليا | —        | 3–0        | 4–2      | 2–1     |
| عمان     | 1–0      | —          | 0–0      | 2–0     |
| السعودية | 1–3      | 0–0        | —        | 3–0     |
| تايلاند  | 0–1      | 3–0        | 0–0      | —       |

| أستراليا                | 2–1   | تايلاند     |
| ----------------------- | ----- | ----------- |
| كينيدي 58' · بروسكي 86' | تقرير | تيراسيل 15' |

| عمان | 0–0   | السعودية |
| ---- | ----- | -------- |
|      | تقرير |          |

| تايلاند                                          | 3–0   | عمان |
| ------------------------------------------------ | ----- | ---- |
| سومبونغ 35' · تيراسيل 41' · الفارسي 90+1' (ه.ذ.) | تقرير |      |

| السعودية     | 1–3   | أستراليا                              |
| ------------ | ----- | ------------------------------------- |
| الشمراني 66' | تقرير | كينيدي 40'، 56' · ويلكشير 77' (ركلة.) |

| أستراليا                            | 3–0   | عمان |
| ----------------------------------- | ----- | ---- |
| هولمان 8' · كينيدي 65' · جديناك 85' | تقرير |      |

| تايلاند | 0–0   | السعودية |
| ------- | ----- | -------- |
|         | تقرير |          |

| عمان        | 1–0   | أستراليا |
| ----------- | ----- | -------- |
| الحوسني 18' | تقرير |          |

| السعودية                                  | 3–0   | تايلاند |
| ----------------------------------------- | ----- | ------- |
| هزازي 59' · الفريدي 80' · نور 89' (ركلة.) | تقرير |         |

| تايلاند | 0–1   | أستراليا   |
| ------- | ----- | ---------- |
|         | تقرير | هولمان 77' |

| السعودية | 0–0   | عمان |
| -------- | ----- | ---- |
|          | تقرير |      |

| أستراليا                                 | 4–2   | السعودية                     |
| ---------------------------------------- | ----- | ---------------------------- |
| بروسكي 43'، 75' · كيول 73' · إيمرتون 76' | تقرير | الدوسري 19' · الشمراني 45+2' |

| عمان                       | 2–0   | تايلاند |
| -------------------------- | ----- | ------- |
| الحضري 8' · المقبالي 90+2' | تقرير |         |

### المجموعة ر
| فريق      | لعب | ف | ت | خ | له | عليه | ف.أ | نقاط |
| --------- | --- | - | - | - | -- | ---- | --- | ---- |
| إيران     | 6   | 3 | 3 | 0 | 17 | 5    | +12 | 12   |
| قطر       | 6   | 2 | 4 | 0 | 10 | 5    | +5  | 10   |
| البحرين   | 6   | 2 | 3 | 1 | 13 | 7    | +6  | 9    |
| إندونيسيا | 6   | 0 | 0 | 6 | 3  | 26   | −23 | 0    |

|           | البحرين | إندونيسيا | إيران | قطر |
| --------- | ------- | --------- | ----- | --- |
| البحرين   | —       | 10–0      | 1–1   | 0–0 |
| إندونيسيا | 0–2     | —         | 1–4   | 2–3 |
| إيران     | 6–0     | 3–0       | —     | 2–2 |
| قطر       | 0–0     | 4–0       | 1–1   | —   |

| إيران                          | 3–0   | إندونيسيا |
| ------------------------------ | ----- | --------- |
| نكونام 53'، 74' · تيموريان 87' | تقرير |           |

| البحرين | 0–0   | قطر |
| ------- | ----- | --- |
|         | تقرير |     |

| إندونيسيا | 0–2   | البحرين                     |
| --------- | ----- | --------------------------- |
|           | تقرير | سعيد 45+1' · عبد اللطيف 70' |

| قطر       | 1–1   | إيران     |
| --------- | ----- | --------- |
| السيد 56' | تقرير | عقيلي 46' |

| إندونيسيا        | 2–3   | قطر                                |
| ---------------- | ----- | ---------------------------------- |
| غونزالس 27'، 35' | تقرير | السليطي 14' · خلفان 32' · رزاق 59' |

| إيران                                                                        | 6–0   | البحرين |
| ---------------------------------------------------------------------------- | ----- | ------- |
| حسيني 22' · جباري 34' · عقيلي 42' · تيموريان 61' · أنصاريفرد 75' · رضائي 83' | تقرير |         |

| البحرين    | 1–1   | إيران       |
| ---------- | ----- | ----------- |
| العلوي 45' | تقرير | جباري 90+2' |

| قطر                                             | 4–0   | إندونيسيا |
| ----------------------------------------------- | ----- | --------- |
| رزاق 30' · خلفان 34' (ركلة.)، 63' · سوريا 90+2' | تقرير |           |

| إندونيسيا     | 1–4   | إيران                                                    |
| ------------- | ----- | -------------------------------------------------------- |
| بامونغكاس 44' | تقرير | ميداوودي 7' · جباري 21' · رضائي 25' · نكونام 73' (ركلة.) |

| قطر | 0–0   | البحرين |
| --- | ----- | ------- |
|     | تقرير |         |

| البحرين                                                                                                | 10–0  | إندونيسيا |
| --- | ----- | --------- |
| عبد اللطيف 5' (ركلة.)، 71'، 75' · العلوي 16'، 61' · عبد الرحمن 35' (ركلة.)، 42' · سعيد 63'، 82'، 90+4' | تقرير |           |

| إيران         | 2–2   | قطر                           |
| ------------- | ----- | ----------------------------- |
| دجاغه 4'، 50' | تقرير | خلفان 9' (ركلة.) · كاسولا 86' |

## مسجلي الأهداف
تم تسجيل 173 هدفاً في 60 مباراة، أي بالمتوسط 2.88 هدف في المباراة الواحدة.
6 أهداف
| - يونس محمود | - بارك تشو-يونغ |  |

5 أهداف
| - شينجي أوكازاكي |

4 أهداف
| - جوشوا كينيدي - إسماعيل عبد اللطيف | - سيد ضياء سيد سعيد | - خلفان إبراهيم |

3 أهداف
| - أليكس بروسك - محمد الطيب العلوي - هاو جونمين | - مجتبى جباري - جواد نكونام - نشأت أكرم | - حسن معتوق - إسماعيل مطر |

هدفين
| - بريت هولمان - محمود عبد الرحمن - يو هاي - جنغ جنغ - كريستيان غونزالس - هادي عقيلي - أشكان دجاغه - غلام رضا رضائي - أندرانيك تيموريان | - مايك هافينار - شينجي كاغاوا - حسن عبد الفتاح - عبد الله ذيب - عامر ذيب - أحمد هايل - يوسف ناصر - محمود العلي | - باك نام-تشول - محمد رزاق - ناصر الشمراني - جي دونغ-وون - لي كيون-هو - تيراسيل دانغدا - بشير سعيد - ألكساندر غينريخ |

هدف
| - بريت إيمرتون - مايل جديناك - هاري كيول - لوك ويلكشير - لي ويفينغ - يو داباو - جنغ جي - بامبانغ بامونغكاس - كريم أنصاريفرد - جلال حسيني - ميلاد ميداوودي - علاء عبد الزهرة - كرار جاسم - مصطفى كريم - هوار ملا محمد - قصي منير - يويتشي كومانو - ياسويوكي كونو - ريويتشي مايدا - كينغو ناكامورا - مايا يوشيدا | - بهاء عبد الرحمن - أنس بني ياسين - باسم فتحي - فهد العنزي - بدر المطوع - حسين فاضل - مساعد ندا - علي السعدي - عباس علي عطوي - رضا عنتر - محمد غدار - أكرم مغربي - جانغ سونغ-هيوك - حسين الحضري - عماد الحوسني - عبد العزيز المقبالي - عبد العزيز السليطي - محمد السيد - محمد كاسولا - سباستيان سوريا - سالم الدوسري | - أحمد الفريدي - نايف هزازي - محمد نور - عيسى حليم - ألكساندر جوريتش - كيم جونغ-وو - كو جا-تشيول - لي دونغ-غوك - أختام خمراكولوف - سومبونغ سوليب - إسماعيل الحمادي - علي الوهيبي - أحمد خليل - محمود خميس - عادل أحمدوف - سرفر جباروف - تيمور كابادزه - ألكساندر شادرين - ماكسيم شاتسكيخ - سنجر تورسونوف |

هدف ذاتي
| - محمد باقر يونس (لعب ضد الكويت) - راشد جمعة الفارسي (لعب ضد تايلاند) | - وليد عباس (لعب ضد الكويت) | - حمدان الكمالي (لعب ضد كوريا الجنوبية) |

## روابط خارجية
- النتائج والجدول الزمني (نسخة FIFA.com)
- النتائج والجدول الزمني (نسخة the-AFC.com)